# Liste der Kulturdenkmäler in Lützelbach
Die folgende Liste enthält die in der Denkmaltopographie ausgewiesenen Kulturdenkmäler auf dem Gebiet  der Gemeinde Lützelbach, Odenwaldkreis, Hessen.
Hinweis: Die Reihenfolge der Denkmäler in dieser Liste orientiert sich zunächst an Ortsteilen und anschließend der Anschrift, alternativ ist sie auch nach der Bezeichnung, der vom Landesamt für Denkmalpflege vergebenen Nummer oder der Bauzeit sortierbar.
Kulturdenkmäler werden fortlaufend im Denkmalverzeichnis des Landes Hessen durch das Landesamt für Denkmalpflege Hessen auf Basis des Hessischen Denkmalschutzgesetzes (HDSchG) geführt. Die Schutzwürdigkeit eines Kulturdenkmals hängt nicht von der Eintragung in das Denkmalverzeichnis des Landes Hessen oder der Veröffentlichung in der Denkmaltopographie ab.

Das Vorhandensein oder Fehlen eines Objekts in dieser Liste ist keine rechtsverbindliche Auskunft darüber, ob es Kulturdenkmal ist oder nicht: Diese Liste entspricht möglicherweise nicht dem aktuellen Stand der offiziellen Denkmaltopographie. Diese ist für Hessen in den entsprechenden Bänden der Denkmaltopographie Bundesrepublik Deutschland und im Internet unter DenkXweb – Kulturdenkmäler in Hessen einsehbar. Auch diese Quellen sind, obwohl sie durch das Landesamt für Denkmalpflege Hessen aktualisiert werden, nicht immer aktuell, da es im Denkmalbestand immer wieder Änderungen gibt.
Eine verbindliche Auskunft erteilt allein das Landesamt für Denkmalpflege Hessen.
Nutze diese Kartenansicht, um Koordinaten in der Liste zu setzen. In dieser Kartenansicht sind Kulturdenkmale ohne Koordinaten mit einem roten bzw. orangen Marker dargestellt und können in der Karte gesetzt werden. Kulturdenkmale ohne Bild sind mit einem blauen bzw. roten Marker gekennzeichnet, Kulturdenkmale mit Bild mit einem grünen bzw. orangen Marker.

## Breitenbrunn
| Bild            | Bezeichnung                      | Lage                                                   | Beschreibung                                                                    | Bauzeit | Objekt-Nr. |
| --------------- | -------------------------------- | ------------------------------------------------------ | ------------------------------------------------------------------------------- | ------- | ---------- |
| Bild gesucht BW | Keilsteinbrücke                  | Brückenstraße LageFlur: 10, Flurstück: 161/1           |                                                                                 |         | 11258 DDB  |
| Bild gesucht BW |                                  | Brückenstraße 8 LageFlur: 10, Flurstück: 189           |                                                                                 |         | 11257 DDB  |
| Bild gesucht BW | Ehemalige Schule                 | Höchster Straße 1 LageFlur: 1, Flurstück: 6/6          |                                                                                 |         | 11259 DDB  |
| Bild gesucht BW |                                  | Höchster Straße 40 LageFlur: 10, Flurstück: 26/7, 26/8 |                                                                                 |         | 11260 DDB  |
| Bild gesucht BW | Evangelische Kirche mit Friedhof | Lindenstraße 6 LageFlur: 1, Flurstück: 237/3           | Kleiner Bau von 1783 mit angrenzendem Friedhofsgelände und alter Gerichtslinde. | 1783    | 11261 DDB  |
| Bild gesucht BW |                                  | Lützelbacher Straße 5 LageFlur: 5, Flurstück: 64/2     |                                                                                 |         | 11262 DDB  |
| Bild gesucht BW |                                  | Schwannenweg 4 LageFlur: 10, Flurstück: 166/1          |                                                                                 |         | 11263 DDB  |

## Haingrund
| Bild            | Bezeichnung           | Lage                                          | Beschreibung | Bauzeit | Objekt-Nr. |
| --------------- | --------------------- | --------------------------------------------- | ------------ | ------- | ---------- |
| Bild gesucht BW | Ehemalige Schule      | Erbacher Straße 1 LageFlur: 2, Flurstück: 64  |              |         | 11265 DDB  |
| Bild gesucht BW |                       | Erbacher Straße 2 LageFlur: 2, Flurstück: 85  |              |         | 11266 DDB  |
| Bild gesucht BW |                       | Forststraße 2 LageFlur: 2, Flurstück: 111     |              |         | 11267 DDB  |
| Bild gesucht BW |                       | Rother Berg 7 LageFlur: 2, Flurstück: 23      |              |         | 11268 DDB  |
| Bild gesucht BW |                       | Talweg 8 LageFlur: 3, Flurstück: 60           |              |         | 11269 DDB  |
| Bild gesucht BW | Ehemalige Volksschule | Wörther Straße 1 LageFlur: 1, Flurstück: 89/1 |              |         | 11270 DDB  |

## Lützel-Wiebelsbach
| Bild                             | Bezeichnung                            | Lage                                                           | Beschreibung | Bauzeit | Objekt-Nr. |
| -------------------------------- | -------------------------------------- | -------------------------------------------------------------- | ------------ | ------- | ---------- |
| Evangelische Kirche und Friedhof | Evangelische Kirche und Friedhof       | Friedhofstraße 16, 20 LageFlur: 2, Flurstück: 273/5, 274/1     |              |         | 11272 DDB  |
| Bild gesucht BW                  |                                        | Haingraben 5 LageFlur: 2, Flurstück: 150/2                     |              |         | 11273 DDB  |
| Bild gesucht BW                  | Rathaus                                | Mainstraße 1 LageFlur: 1, Flurstück: 133/1                     |              |         | 11274 DDB  |
| Bild gesucht BW                  | Katholische Pfarrkirche St. Bonifatius | Mainstraße 20, Bonifatiusweg 10 LageFlur: 1, Flurstück: 5, 6/1 |              |         | 11275 DDB  |
| Bild gesucht BW                  | Ehemalige Schule                       | Neustädter Straße 10 LageFlur: 2, Flurstück: 143/3             |              |         | 11276 DDB  |
| Bild gesucht BW                  |                                        | Neustädter Straße 15 LageFlur: 2, Flurstück: 133/2             |              |         | 11277 DDB  |

## Rimhorn
| Bild                             | Bezeichnung                                      | Lage                                            | Beschreibung | Bauzeit     | Objekt-Nr. |
| -------------------------------- | ------------------------------------------------ | ----------------------------------------------- | --- | ----------- | ---------- |
| Bild gesucht BW                  | Wegweiserstein                                   | Beim Löffelsacker LageFlur: 3, Flurstück: 170   | |             | 11287 DDB  |
| Bild gesucht BW                  |                                                  | Breubergstraße 38 LageFlur: 1, Flurstück: 293/1 | |             | 11279 DDB  |
| Bild gesucht BW                  |                                                  | Goldbachstraße 1 LageFlur: 1, Flurstück: 110/1  | |             | 11280 DDB  |
| Bild gesucht BW                  | Ehemalige Schule                                 | Goldbachstraße 13 LageFlur: 1, Flurstück: 7     | |             | 11281 DDB  |
| Bild gesucht BW                  | Laufbrunnen                                      | Im Sachsenhausen LageFlur: 1, Flurstück: 436/5  | |             | 11282 DDB  |
| Bild gesucht BW                  | Evangelisches Pfarrhaus                          | Kirchstraße 4 LageFlur: 1, Flurstück: 25        | Schlichtes Gebäude mit einem Walmdach. | 1810 - 1811 | 11283 DDB  |
| Bild gesucht BW                  | Evangelische Pfarrkirche und ehemaliger Friedhof | Kirchstraße 6 LageFlur: 1, Flurstück: 32        | Einschiffige Anlage des 11. Jahrhunderts mit schmalerem Rechteckchor. 1523 Kirchenschiff und Chor erhöht, eine Sakristei wurde angebaut. 1722 Umbau mit neuem Dachstuhl und Spiegeldecke mit Stuckvoluten. Ein Allianzwappen derer von Bernstorff und von Prettlack befindet sich am Chorbogen. |             | 11284 DDB  |
| Ehemaliges Pretlack’sches Palais | Ehemaliges Pretlack’sches Palais                 | Rathausstraße 29 LageFlur: 1, Flurstück: 51/3   | Großzügiges Herrenhaus des kaiserlichen Feldmarschalls von Prettlack, mit Mansarddach und Zwerchhaus. Die dazugehörigen Wirtschaftsgebäude entsprechen durch Umbauten, nicht dem ursprünglichen Erscheinungsbild.                                                                               |             | 11285 DDB  |
| Bild gesucht BW                  | Ehemalige Schule                                 | Rathausstraße 30 LageFlur: 1, Flurstück: 1/7    | |             | 11286 DDB  |

## Seckmauern
| Bild            | Bezeichnung                                                     | Lage                                           | Beschreibung | Bauzeit | Objekt-Nr. |
| --------------- | --------------------------------------------------------------- | ---------------------------------------------- | ------------ | ------- | ---------- |
| Bild gesucht BW | Evangelische Pfarrkirche                                        | Hauptstraße 20 LageFlur: 2, Flurstück: 30      |              |         | 11289 DDB  |
| Bild gesucht BW |                                                                 | Hauptstraße 23 LageFlur: 3, Flurstück: 6       |              |         | 11290 DDB  |
| Bild gesucht BW |                                                                 | Hauptstraße 27 LageFlur: 3, Flurstück: 5       |              |         | 11291 DDB  |
| Bild gesucht BW |                                                                 | Jocksberg 3 LageFlur: 3, Flurstück: 9          |              |         | 11292 DDB  |
| Bild gesucht BW | Ehemalige katholische Pfarrkirche St. Margarethe und Bonifatius | Maihohl 5 LageFlur: 3, Flurstück: 56           |              |         | 11293 DDB  |
| Bild gesucht BW |                                                                 | Odenwaldstraße 18 LageFlur: 2, Flurstück: 94/1 |              |         | 11294 DDB  |

## Abgegangene Kulturdenkmäler
| Bild            | Bezeichnung | Lage                                                           | Beschreibung | Bauzeit | Objekt-Nr. |
| --------------- | ----------- | -------------------------------------------------------------- | ------------ | ------- | ---------- |
| Bild gesucht BW |             | Breitenbrunn, Königer Weg 2 LageFlur: 1, Flurstück: 163/1      |              |         |            |
| Bild gesucht BW |             | Haingrund, Römergasse 6 LageFlur: 3, Flurstück: 114            |              |         |            |
| Bild gesucht BW |             | Lützel-Wiebelsbach, Haingraben 2 LageFlur: 2, Flurstück: 160/1 |              |         |            |